# Myriopholis natatrix
Myriopholis natatrix là một loài rắn trong họ Leptotyphlopidae. Loài này được Andersson mô tả khoa học đầu tiên năm 1937.